# Csak kétszer élsz
A Csak kétszer élsz (eredetileg angolul You Only Live Twice) egy 1967-es brit kaland- és kémfilm. Az ötödik James Bond-filmben Sean Connery alakítja a szuperkémet. 

## Cselekmény
|  | Alább a cselekmény részletei következnek! |

Egy ismeretlen eredetű űrhajó eltüntet egy Föld körül keringő amerikai űrkompot annak teljes személyzetével együtt. Az USA persze rögtön a Szovjetuniót vádolja az incidens miatt, így nő a világháborús feszültség. A rendkívül aggasztó esemény után az MI6 brit titkosszolgálat James Bondot (Sean Connery) bízza meg az eset hátterének kiderítésével. Ehhez előbb eljátsszák Bond halálát, majd Japánba küldik, mert a nyomok alapján ott rejtőzik a megoldás kulcsa.
Itt a japán titkosszolgálat vezetőjével, Tigris Tanakával (Tetsuro Tamba) és régi kedvesével Akival (Akiko Wakabayashi) való vicces találkozását követően az MI6 helyi összekötőjéhez Dikko Hendersonhoz (Charles Gray) látogat el további információért. Ám azonban Hendersont megölik, Bond a merénylők autójában eljut a megbízóhoz, méghozzá az Osato Vegyipari Vállalathoz. Innen jó néhány titkos dokumentum birtokában távozik - persze nem észrevétlenül.
Tanaka magánvonatán találnak a papírok között egy mikrofilmet is, melyen egy teherhajó - a Ning-Po - van megörökítve. A kép alatt megjegyzését: a készítőjét biztonsági okokból megölték. Másnap a 007-es üzletkötőként álcázva magát tér vissza az Osato Vállalathoz, ám annak vezetője előtt lelepleződik. Mint kiderül Mr. Osato (Teru Shimada) és titkárnője is Helga (Karin Dor) is a FANTOM ügynökei, ezért azt a parancsot kapják, hogy Bondot meg kell ölniük. Ezúttal autós üldözéssel igyekeznek végezni a brit kémmel, ámde sikertelenül.
Bond és Aki Kobéba megy ahol a Ning-Po horgonyozik. Itt rakéta-üzemanyagnak alkalmas tartályokra bukkannak, amik berakodásra várnak. A párost lefülelik a dokkmunkások és újabb közelharc veszi kezdetét. Aki elmenekül, de Bond fogságba esik. Helga veszi őt kezelésbe, aki úgy tesz, mintha engedne a 007-es csábításának, ám másnap megpróbál végezni vele - megint kudarccal.
Eközben beazonosították a helyet, ahol a hajó kirakodik: egy sziget egy kialudt vulkánnal. Bond "Kicsi Nellivel" (ami egy ügyes kis harci helikopter) deríti fel a tűzhányó környékét. Emiatt meleg fogadtatásban részesítik - persze megint csak felülkerekedik ellenfelein. Időközben a Szovjetunióból is fellőttek egy űrrakétát, és ennek a sorsa is ugyanaz lett mint az amerikainak: eltűnt. A háborús feszültség így fokozódik.
Tanaka úgy dönt, hogy Jamest teljesen beépíti csapatába. A kiképzés ideje alatt, megpróbálják kétszer is megölni a 007-est, kevés sikerrel. Ugyanakkor Aki meghal. A brit ügynök kemény kiképzést követően kerül a szigetre, ahol egy látszatházasságot köt egy helybéli lánnyal - aki amúgy Tanaka embere. Szerény halászként épül be a sziget lakói közé. Igen gyorsan megtekinti a kialudt vulkánt nyomok után kutatva, elsőre nem sok sikerrel.
Az idő azonban sürget: Amerika fellő egy újabb rakétát, ám figyelmeztetik az oroszokat: ha az űrjármű eltűnik, az nukleáris válaszcsapást fog eredményezni. Így Bond újra elmegy a vulkánba és Osato éppen leszáló helikoptere miatt kinyílik a kráter. Ezt az alkalmat kihasználja a titkosügynök és beszivárog, "feleségét" pedig elküldi Tanakáért. A vulkán belsejében lévő titkos FANTOM bázison rátalál az eltűnt amerikai és szovjet űrhajósokra és kiszabadítja őket. Ő maga öltözik be űrhajósnak, hogy megakadályozza a FANTOM űrhajójának kilövését, ámde lebukik. Elvezetik őt egyenesen a hírhedt FANTOM-vezér Ernst Stavro Blofeld (Donald Pleasence) színe elé, aki beavatja tervébe: az űrhajók ellopásával nukleáris háborút akar kirobbantani, hogy a két nagyhatalom romjain a saját bűnszervezete emelkedjen felül.
Az űrhajójuk kilövését követően Tanaka és nindzsái rajtaütnek a bázison. Megkezdődik a végső csata. Bond nagy nehezen jut el újra a vezérlőterembe, ahol az utolsó pillanatban sikerült megsemmisíteni a Madár Egy névre hallgató űrhajót, épp mielőtt az bekebelezte volna az amerikaiak gépét a világűrben. Blofeld felrobbantja a vulkánt, ő maga pedig lelép.
Mindenkinek sikerül elmenekülnie a fortyogó vulkán elől, Bond és "felesége" pedig a mentőcsónakban felvételre várva végre tényleg úgy tesznek mint a fiatal házasok...
|  | Itt a vége a cselekmény részletezésének! |

## Szereplők
| Szereplő                                                 | Színész             | Magyar hang         |
| -------------------------------------------------------- | ------------------- | ------------------- |
| James Bond (007)                                         | Sean Connery        | Vass Gábor          |
| Aki                                                      | Akiko Wakabayashi   | Györgyi Anna        |
| Kissy Suzuki                                             | Mie Hama            | Kocsis Judit        |
| Tigris Tanaka                                            | Tetsuro Tamba       | Balázsi Gyula       |
| Mr. Osato                                                | Teru Shimada        | Dobránszky Zoltán   |
| Helga Brandt                                             | Karin Dor           | Andai Györgyi       |
| Ernst Stavro Blofeld (Fantom)                            | Donald Pleasence    | Sinkó László        |
| M                                                        | Bernard Lee         | Szokolay Ottó       |
| Miss Moneypenny                                          | Lois Maxwell        | Andresz Kati        |
| Q                                                        | Desmond Llewelyn    | Kun Vilmos          |
| Dikko Henderson                                          | Charles Gray        | Szersén Gyula       |
| Ling, a hongkongi lány                                   | Tsai Chin           | Biró Anikó          |
| Sofőr                                                    | Peter Fenane Maivia | (eredeti nyelven)   |
| 3-as ügynök                                              | Burt Kwouk          | Németh Gábor        |
| 4-es ügynök                                              | Michael Chow        | Kassai Károly       |
| Tengeralattjáró-kapitány                                 | John Stone          | Varga Tamás         |
| Hongkongi rendőrtiszt                                    | Patrick Jordan      | Áron László         |
| Hongkongi rendőr                                         | Anthony Ainley      | ?                   |
| Amerikai elnök                                           | Alexander Knox      | Uri István          |
| Elnöki tanácsadó                                         | Robert Hutton       | Orosz István        |
| Tábornok a Pentagonban                                   | William Sylvester   | ?                   |
| Brit diplomata                                           | Edward Mulhare      | Melis Gábor         |
| Orosz diplomata                                          | George Murcell      | Gyürki István       |
| Amerikai diplomata                                       | David Bauer         | Pataky Imre         |
| Houstoni radarkezelő                                     | David Healy         | Dimulász Miklós     |
| Hawaii radarkezelő                                       | Ed Bishop           | Bácskai János       |
| Blofeld fiatalabb befektetője                            | Hisako Katakura     | Csuja Imre          |
| Blofeld idősebb befektetője                              | TBA                 | Juhász Tóth Frigyes |
| Tábori pap Bond temetésén                                | TBA                 | Kardos Gábor        |
| További magyar hangok                                    |                     |                     |
| Hankó Attila, Orosz István, Rudas István, Salinger Gábor |                     |                     |

## Filmzene
1. "You Only Live Twice (Main Title)" – Nancy Sinatra
2. "Capsule in Space"
3. "Fight at Kobe Dock/Helga"
4. "Tanaka's World"
5. "A Drop in the Ocean"
6. "The Death of Aki"
7. "Mountains and Sunsets"
8. "The Wedding"
9. "James Bond – Astronaut?"
10. "Countdown for Blofeld"
11. "Bond Averts World War Three"
12. "You Only Live Twice (End Title)" – Nancy Sinatra
13. "James Bond in Japan"
14. "Aki, Tiger and Osato"
15. "Little Nellie"
16. "Soviet Capsule"
17. "Spectre and Village"
18. "James Bond – Ninja"
19. "Twice Is the Only Way to Live"

## Díjak és jelölések
BAFTA-díj (1968)
- Jelölés a legjobb brit díszlet (színes) kategóriában (Ken Adam)